# Jean-Claude Schindelholz
Jean-Claude Schindelholz (* 11. Oktober 1940 in Moutier) ist ein ehemaliger Schweizer Fussballspieler.

## Vereinskarriere
Er begann seine Karriere 1958 in seinem Heimatort beim FC Moutier, mit dem er 1962 in die Nationalliga B aufstieg. Im darauffolgenden Jahr wechselte er zu Servette FC. Mit dem Club aus Genf stand er 1965 und 1966 im Finale des Schweizer Fussballcups. 1971 verliess er Servette und spielte die folgenden beiden Jahre für Vevey-Sports, wo er seine Karriere 1973 beendete.

## Nationalspieler
Am 15. April 1964 debütierte Schindelholz für die Schweizer Fussballnationalmannschaft in Genf beim 2:0-Sieg gegen Belgien. Gegen denselben Gegner bestritt er am 22. Oktober 1966 auch sein letztes von 13 Länderspielen für die Eidgenossen.
Schindelholz stand im Aufgebot der Schweiz bei der Fussball-Weltmeisterschaft 1966 in England. Er kam im Vorrundenspiel bei der 0:5-Niederlage gegen die deutsche Nationalmannschaft zum Einsatz.